# Lowden (Washington)
Lowden az Amerikai Egyesült Államok északnyugati részén, Washington állam Walla Walla megyéjében elhelyezkedő önkormányzat nélküli település.
A település az 1855-ös Walla Walla-i csata helyszíne.

## Fordítás
- Ez a szócikk részben vagy egészben  a   Lowden, Washington című angol Wikipédia-szócikk ezen változatának fordításán alapul.  Az eredeti cikk szerkesztőit annak laptörténete sorolja fel. Ez a jelzés csupán a megfogalmazás eredetét és a szerzői jogokat jelzi, nem szolgál a cikkben szereplő információk forrásmegjelöléseként.